# Be Set Free Fast
Be Set Free Fast (BSFF) is een alternatieve therapeutische interventietechniek, ontwikkeld door Larry Nims. Het is een aftakking van Thought Field Therapy, maar lijkt nu sterk op een post-hypnotische suggestie. BSFF valt onder de noemer energiepsychologie
In BSFF wordt een "delete-knop" geprogrammeerd, waarna het commando om een negatieve emotie of herinnering te deleten een aantal malen wordt herhaald tot de klacht weg is.